# Гарлик, Скотт
Скотт Фре́дерик Га́рлик (англ. Scott Frederick Garlick; 28 мая 1972, Финикс, Аризона, США) — американский футболист, вратарь.

## Биография
В 1990—1993 годах Гарлик обучался в Университете Сан-Диего по специальности «История» и играл за университетскую футбольную команду. Защищал ворота «Сан-Диего Торерос» в финальном матче чемпионата Национальной ассоциации студенческого спорта 1992 против «Виргиния Кавальерс», команды Виргинского университета, проигранном со счётом 0:2. Дважды, в 1992 и 1993 годах, признавался вратарём года в Конференции Западного побережья.
В 1994 году присоединился к клубу чемпионата Ирландии «Уотерфорд Юнайтед». Провёл в Ирландии два сезона.
В мае 1996 года перешёл в клуб «Каролина Динамо» из USISL Select League, третьего профессионального дивизиона США. По итогам сезона 1996 был назван лучшим вратарём USISL Select League.
28 марта 1997 года Гарлик был взят в аренду клубом MLS «Ди Си Юнайтед». Сыграл в первых трёх матчах клуба в сезоне 1997. 20 мая «Ди Си» поместил Гарлика в список отказов, после чего он вернулся в «Каролину», но из-за травмы основного вратаря Марка Симпсона вашингтонский клуб вновь взял его в аренду 17 июня. 2 июля Гарлик подписал с «Юнайтед» контракт на оставшуюся часть сезона. Помог «Ди Си Юнайтед» обыграть «Колорадо Рэпидз» в матче за Кубок MLS 1997 со счётом 2:1, совершив восемь сэйвов. В регулярном чемпионате сезона 1998 являлся основным вратарём клуба, но в плей-офф основным стал Том Престас. Защищал ворота «Ди Си Юнайтед» в финальном матче Кубка чемпионов КОНКАКАФ 1998 против мексиканской «Толуки», выигранном со счётом 1:0. Последним матчем Гарлика в «Ди Си Юнайтед» стал Межамериканский кубок 1998 против бразильского «Васко да Гама», выигранный со счётом 2:0.
20 января 1999 года Гарлик был обменян в «Тампа-Бэй Мьютини» на два драфт-пика. 6 октября в матче против своего бывшего клуба «Ди Си Юнайтед» отметился голевой передачей. По итогам сезона 1999, в котором стал лидером лиги по числу сэйвов — 152, попал в финальную тройку претендентов на звание вратаря года в MLS. Принимал участие в Матче всех звёзд MLS 2000. В сезоне 2000 обновил рекорд MLS по количеству сэйвов за сезон — 184, и снова номинировался на приз вратарю года.
28 июня 2001 года Карлос Вальдеррама, Скотт Гарлик и Ритчи Котшау были обменяны в «Колорадо Рэпидз» на Эйдина Брауна, Скотта Вермиллиона и пик первого раунда Супердрафта MLS 2002. За «Рэпидз» он дебютировал 30 июня в матче против «Ди Си Юнайтед». В матче против «Ди Си» 4 июля отдал результативную передачу. 20 июля 2002 года в матче против «Коламбус Крю» сломал большой палец левой руки, и после операции пропустил оставшуюся часть сезона. В 2003 году в «Колорадо» пришёл Джо Кэннон, ставший основным голкипером клуба в плей-офф сезона.
22 августа 2001 года Гарлик был вызван в тренировочный лагерь сборной США в преддверии матчей квалификации чемпионата мира 2002 против сборных Гондураса 1 сентября и Коста-Рики 5 сентября.
16 декабря 2003 года Гарлик был обменян в «Даллас Бёрн» на пик второго раунда Супердрафта MLS 2005. Сезон 2004 начал в качестве основного вратаря клуба, но по ходу сезона уступил место в стартовом составе Джеффу Кассару. В сезоне 2005 вновь стал основным голкипером клуба, переименованного в ФК «Даллас». Участвовал в Матче всех звёзд MLS 2005, где с командой звёзд лиги встретился английский «Фулхэм».
22 ноября 2005 года Скотт Гарлик и Кэри Талли были проданы в «Реал Солт-Лейк» за распределительные средства. В сезоне 2006 он пропустил только один матч, явившийся следствием перебора жёлтых карточек.
20 февраля 2007 года Скотт Гарлик объявил о завершении футбольной карьеры.
В 2007 году Гарлик поступил на работу в Cushman & Wakefield. По состоянию на 2021 год он занимал должность управляющего директора офиса компании в Тампе.

## Достижения
Командные
 «Ди Си Юнайтед»
- Чемпион MLS (обладатель Кубка MLS): 1997
- Победитель регулярного чемпионата MLS: 1997
- Обладатель Кубка чемпионов КОНКАКАФ: 1998
- Обладатель Межамериканского кубка: 1998

Личные
- Лучший вратарь USISL Select League: 1996
- Участник Матча всех звёзд MLS: 2000, 2005